# Silvie
Silvie (také Sylvie, Silvia, Silva nebo Sylva) je ženské křestní jméno latinského původu (latinsky silva, les), znamená tedy „žena z lesa“ nebo „lesní žínka“, českou obdobou je řídce užívaná Lesana. Mužským pandánem je Silvan.
V římské mytologii je Silvia jedno z možných jmen matky Romula a Rema, zakladatelů Říma. Když se o jejím těhotenství dozvěděl její strýc Amulius, nechal ji uvrhnout do řeky Tiberu, kde se Silvie stala manželkou zdejšího říčního boha.
Podle českého kalendáře má svátek 29. října, podle slovenského pak 27. srpna. Světice Svatá Silvie má svátek 3. listopadu.

## Domácké podoby
Silva, Silvinka, Silvuška, Sis, Sisa, Sisi, Silvi, Sisinka, Silvinka

## Statistické údaje
Podle statistiky četnosti ženských jmen a příjmení byla k 9. květnu 2007 nejčetnější variantou jména Silvie se 7323 nositelkami a pořadím četnosti 100. Následovaly pak varianty Sylva (4507; 125.), Sylvie (2233; 168.), poté Silvia (1138; 232.), Sylvia (301; 426.) a Silva (273; 451.). Počeštěná varianta Lesana vykázala 11 nositelek.
Následující tabulka uvádí četnost varianty Silvie v ČR a pořadí mezi ženskými jmény ve srovnání dvou roků, pro které jsou dostupné údaje MV ČR – lze z ní tedy vysledovat trend v užívání tohoto jména:
| Rok       | Četnost   | Pořadí      |
| 1999      | 6999      | 98.         |
| 2002      | 7065      | 98.         |
| Porovnání | o 66 více | žádná změna |

Změna procentního zastoupení tohoto jména mezi žijícími ženami v ČR (tj. procentní změna se započítáním celkového úbytku žen v ČR za sledované tři roky) je +1,8%.

## Nositelky jména Silvia a Silvie
- Silvia Álvarez Curbelo – portorická historička a spisovatelka
- Silvia Costaová – kubánská atletka
- Silvia Dionisiová – italská herečka a modelka
- Silvia Dellai – italská/česká herečka pro dospělé, influencérka, djka ,fighterka
- Silvia Gajdošíková-Belis – česká výtvarnice, ilustrátorka, scénografka a kurátorka
- Silvia Gašparovičová – manželka bývalého slovenského prezidenta Ivana Gašparoviče
- Silvia Pinalová – mexická herečka a politička
- Silvia Reigerová – německá atletka
- Silvia Saint – česká pornoherečka
- Sílvia Solerová Espinosová – španělská tenistka
- Silvia Strukelová – italská sportovní šermířka
- Silvia Šuvadová – slovenská herečka
- Silvia Švédská – švédská královna
- Silvia Truu – estonská spisovatelka
- Silvia Vaculíková – slovenská fotografka a cestovatelka
- Silvia Vargová – slovensko-maďarská herečka a moderátorka
- Silvie Dymáková – česká režisérka, novinářka, kameramanka a scenáristka
- Silvie Hejlíková – československá a česká sportovní gymnastka
- Silvie Rajfová – trenérka a česká reprezentantka v lezení na obtížnost
- Silvie Tomčalová – česká pornoherečka
- Svatá Silvie – matka svatého Řehoře Velikého

## Nositelky jména Sylvia a Sylvie
- Sylvia Albrechtová – východoněmecká rychlobruslařka
- Sylvia Black – americká zpěvačka, hudební producentka a skladatelka
- Sylvia Burkaová – kanadská rychlobruslařka
- Sylvia Haniková – německá tenistka
- Sylvia Hoeksová – nizozemská herečka a modelka
- Sylvia Kodetová – česká operní pěvkyně – sopranistka
- Sylvia Kristel – nizozemská herečka
- Sylvia Mason-James – britská zpěvačka
- Sylvia Morales – americká režisérka
- Sylvia Plathová – americká spisovatelka, básnířka a esejistka
- Sylvia Plischkeová – rakouská tenistka
- Sylvie Bodorová – česká hudební skladatelka
- Sylvie Courvoisier – švýcarská klavíristka a hudební skladatelka
- Sylvie Kateřina Černínová z Millesima – česká šlechtična
- Sylvie Daníčková – česká herečka, konferenciérka, redaktorka a překladatelka
- Sylvie Krobová – česká šansoniérka a herečka
- Sylvie Meis – nizozemská moderátorka a modelka
- Sylvie Richterová – česká spisovatelka
- Sylvie Testudová – francouzská herečka

## Nositelky jména Sylva a Silva
- Silva Černohorská – česká politička
- Silva Gabreta – mezinárodní recenzovaný časopis
- Sylva Fischerová – česká básnířka, prozaička a klasická fioložka
- Sylva Francová – česká výtvarnice
- Sylva Koblížková – česká herečka
- Sylva Kysilková – česká horolezkyně
- Sylva Lauerová – česká spisovatelka a básnířka
- Sylva Richterová – československá basketbalistka
- Sylva Schneiderová – česká zpěvačka a herečka
- Sylva Šimáčková – česká divadelní teoretička a historička loutkářství a scénografie, pedagožka, redaktorka a publicistka
- Sylva Talpová – česká herečka
- Sylva Turbová – česká herečka